# Liga Konferencji UEFA (2025/2026)
Ten artykuł dotyczy trwającego lub niedawnego wydarzenia sportowego. Informacje w nim zamieszczone mogą się zmienić lub zdezaktualizować wraz z postępem zdarzenia. Początkowe doniesienia, wyniki lub statystyki mogą być niepewne. Ostatnie aktualizacje do tego artykułu mogą nie odzwierciedlać najbardziej aktualnych informacji.
Liga Konferencji UEFA 2025/2026 – 5. sezon trzecich w hierarchii i pod względem prestiżu europejskich, klubowych rozgrywek piłkarskich federacji zrzeszonych w UEFA, rozgrywanych po raz drugi w formacie ligowym z 36 drużynami.
Finał Ligi Konferencji 2025/2026 zostanie rozegrany na Red Bull Arena w Lipsku 27 maja 2026.
Zwycięzca edycji 2025/2026 zakwalifikuje się do Ligi Europy w sezonie 2026/2027.
Rozgrywki składają się z 3 części:
- fazy kwalifikacyjnej podzielonej na:
  - ścieżkę ligową (4 rundy),
  - ścieżkę mistrzowską (3 rundy),
- fazy ligowej,
- fazy pucharowej.

## Format rozgrywek i podział miejsc
Drugi sezon rozgrywek w nowym formacie pucharów. Rywalizacja rozpocznie się od czterech rund kwalifikacyjnych. Turniej główny 36 zespołów rozgrywa w formacie ligowym. Wszystkie drużyny rozegrają 3 mecze u siebie i 3 na wyjeździe z 6 wylosowanymi rywalami. 8 najlepszych drużyn tabeli awansuje do 1/8 finału, a 16 kolejnych drużyn rozegra dwumecz w dodatkowej rundzie fazy pucharowej. Dalsze etapy fazy pucharowej pozostają bez zmian.
Miejsca dla federacji zostaną rozdzielone poprzez współczynnik ligowy UEFA z sezonu 2023/2024.
W edycji 2025/2026 Ligi Konferencji może wziąć udział 161 zespołów (poza zespołami z Rosji, z powodu przeprowadzanej przez nią inwazji na Ukrainę), w tym drużyny wyeliminowane z Ligi Mistrzów UEFA i Ligi Europy UEFA.
Prawo udziału w rozgrywkach uzyskają:
- Jedna drużyna z federacji zajmującej miejsca od 1 do 12,
- Dwie drużyny z federacji zajmującej miejsca od 13 do 33 (z wyłączeniem Rosji),
- Trzy drużyny z federacji zajmującej miejsca od 34 do 50 (z wyłączeniem Liechtensteinu),
- Dwie drużyny z federacji zajmującej miejsca od 51 do 55,
- 16 drużyn wyeliminowanych z Ligi Mistrzów UEFA 2025/26,
- 32 drużyny wyeliminowane z Ligi Europy UEFA 2025/26.

| Lp. | Federacja  | Współ.  | Drużyny |
| --- | ---------- | ------- | ------- |
| 1   | Anglia     | 104.303 | 1       |
| 2   | Włochy     | 90.284  | 1       |
| 3   | Hiszpania  | 89.489  | 1       |
| 4   | Niemcy     | 86.624  | 1       |
| 5   | Francja    | 66.831  | 1       |
| 6   | Holandia   | 61.300  | 1       |
| 7   | Portugalia | 56.316  | 1       |
| 8   | Belgia     | 48.800  | 1       |
| 9   | Turcja     | 38.600  | 1       |
| 10  | Czechy     | 36.050  | 1       |
| 11  | Szkocja    | 36.050  | 1       |
| 12  | Szwajcaria | 32.975  | 1       |
| 13  | Austria    | 32.600  | 2       |
| 14  | Norwegia   | 31.625  | 2       |
| 15  | Grecja     | 31.525  | 2       |
| 16  | Dania      | 31.450  | 2       |
| 17  | Izrael     | 31.125  | 2       |
| 18  | Ukraina    | 28.000  | 2       |
| 19  | Serbia     | 27.780  | 2       |

| Lp. | Federacja   | Współ. | Drużyny |
| --- | ----------- | ------ | ------- |
| 20  | Chorwacja   | 25.525 | 2       |
| 21  | Polska      | 25.375 | 2       |
| 22  | Rosja       | 22.965 | 0       |
| 23  | Cypr        | 22.100 | 2       |
| 24  | Węgry       | 21.875 | 2       |
| 25  | Szwecja     | 21.500 | 2       |
| 26  | Rumunia     | 21.375 | 2       |
| 27  | Bułgaria    | 20.375 | 2       |
| 28  | Azerbejdżan | 20.125 | 2       |
| 29  | Słowacja    | 19.625 | 2       |
| 30  | Słowenia    | 13.250 | 2       |
| 31  | Mołdawia    | 13.125 | 2       |
| 32  | Kosowo      | 11.541 | 2       |
| 33  | Kazachstan  | 11.500 | 2       |
| 34  | Finlandia   | 11.125 | 2       |
| 35  | Irlandia    | 10.875 | 3       |
| 36  | Armenia     | 10.625 | 3       |
| 37  | Łotwa       | 10.625 | 3       |

| Lp. | Federacja            | Współ. | Drużyny |
| --- | -------------------- | ------ | ------- |
| 38  | Wyspy Owcze          | 10.375 | 3       |
| 39  | Bośnia i Hercegowina | 10.000 | 3       |
| 40  | Liechtenstein        | 10.000 | 1       |
| 41  | Islandia             | 9.583  | 3       |
| 42  | Irlandia Północna    | 9.208  | 3       |
| 43  | Luksemburg           | 8.625  | 3       |
| 44  | Litwa                | 8.500  | 3       |
| 45  | Malta                | 8.250  | 3       |
| 46  | Gruzja               | 7.625  | 3       |
| 47  | Albania              | 7.375  | 3       |
| 48  | Estonia              | 7.207  | 3       |
| 49  | Białoruś             | 6.625  | 3       |
| 50  | Macedonia Północna   | 6.000  | 3       |
| 51  | Andora               | 5.998  | 2       |
| 52  | Walia                | 5.791  | 2       |
| 53  | Czarnogóra           | 5.708  | 2       |
| 54  | Gibraltar            | 4.957  | 2       |
| 55  | San Marino           | 1.832  | 2       |

## Szczegółowy podział miejsc
Poniższa tablica pokazuje listę szczegółowego podziału miejsc.
|                                       |                                    | Drużyny rozpoczynające udział | Zwycięzcy poprzedniej rundy                                                                                            | Drużyny przeniesione z Ligi Mistrzów lub Ligi Europy                              |
| ------------------------------------- | ---------------------------------- | --- | --- | --------------------------------------------------------------------------------- |
| I runda kwalifikacyjna (48 drużyn)    | I runda kwalifikacyjna (48 drużyn) | - 8 drużyn – zdobywcy pucharów federacji z miejsc 48–55 - 20 drużyn – wicemistrzowie lig federacji z miejsc 34–55 (z wyjątkiem Liechtensteinu i Irlandii) - 20 drużyn – trzeci zespół lig federacji z miejsc 30–50 (z wyjątkiem Liechtensteinu) | |                                                                                   |
| II runda kwalifikacyjna (100 drużyny) | ścieżka mistrzowska (12 drużyn)    | | | - 12 drużyn – przegrani I rundy kwalifikacji Ligi Mistrzów                        |
| II runda kwalifikacyjna (100 drużyny) | ścieżka ligowa (88 drużyn)         | - 12 drużyn – zdobywcy pucharów federacji z miejsc 36–47 - 18 drużyn – wicemistrzowie lig federacji z miejsc 16–33 (z wyjątkiem Rosji i Finlandii) - 16 drużyn – trzeci zespół lub zwycięzca baraży lig federacji z miejsc 13–29 (z wyjątkiem Rosji) - 9 drużyn – czwarty zespół lub zwycięzca baraży lig federacji z miejsc 7–15 - 1 drużyna – piąty zespół ligi federacji z miejsca 6 | - 24 drużyn – zwycięzcy I rundy kwalifikacji                                                                           | - 8 drużyn – przegrani I rundy kwalifikacji Ligi Europy                           |
| III runda kwalifikacyjna (60 drużyn)  | ścieżka mistrzowska (8 drużyn)     | | - 6 drużyn – zwycięzcy II rundy kwalifikacji w ścieżce mistrzowskiej                                                   | - 2 drużyny – przegrani I rundy kwalifikacji Ligi Mistrzów                        |
| III runda kwalifikacyjna (60 drużyn)  | ścieżka ligowa (52 drużyny)        | | - 44 drużyny – zwycięzcy II rundy kwalifikacji w ścieżce ligowej                                                       | - 8 drużyn – przegrani II rundy kwalifikacji Ligi Europy                          |
| Runda play-off (48 drużyn)            | ścieżka mistrzowska (10 drużyn)    | | - 4 drużyny – zwycięzcy III rundy kwalifikacji w ścieżce mistrzowskiej                                                 | - 6 drużyn – przegrani III rundy kwalifikacji Ligi Europy w ścieżce mistrzowskiej |
| Runda play-off (48 drużyn)            | ścieżka ligowa (38 drużyn)         | - 5 drużyn – szósty zespół lig federacji z miejsc 1–5 (zwycięzca Pucharu Ligi w Anglii) | - 26 drużyn – zwycięzcy III rundy kwalifikacji w ścieżce ligowej                                                       | - 7 drużyn – przegrani III rundy kwalifikacji Ligi Europy w ścieżce ligowej       |
| Faza ligowa (36 drużyn)               | Faza ligowa (36 drużyn)            | | - 5 drużyn – zwycięzcy rundy play-off w ścieżce mistrzowskiej - 19 drużyn – zwycięzcy rundy play-off w ścieżce ligowej | - 12 drużyn – przegrani rundy play-off Ligi Europy                                |

Zamieszczone informacje odzwierciedlają trwające zawieszenie Rosji w europejskiej piłce nożnej, w związku z czym w domyślnej liście dostępu wprowadzono następujące zmiany:
- Zdobywcy pucharu z federacji z miejsca 39–44 (Bośnia i Hercegowina, Liechtenstein, Islandia, Irlandia Północna, Luksemburg i Litwa) rozpoczną udział od drugiej rundy kwalifikacyjnej zamiast od pierwszej.
- W wyniku zmian w Lidze Mistrzów jeden z przegranych z pierwszej rundy kwalifikacyjnej Ligi Mistrzów otrzyma wolny los w drugiej rundzie kwalifikacyjnej Ligi Konferencji (Ścieżka Mistrzów).

Ponieważ zwycięzca Ligi Mistrzów ( Paris St Germain ) zakwalifikował się do Ligi Mistrzów poprzez przydział miejsc w lidze krajowej, wprowadzono następujące zmiany:
- Jeden z przegranych z pierwszej rundy kwalifikacyjnej Ligi Mistrzów otrzyma wolny los (w sumie dwóch) w drugiej rundzie kwalifikacyjnej Ligi Konferencji (Ścieżka Mistrzów).

Ponieważ zwycięzca Ligi Konferencji ( Chelsea ) zakwalifikował się do Ligi Mistrzów poprzez przydział miejsc w lidze krajowej, wprowadzono następujące zmiany:
- W wyniku zmian w Lidze Europy, zwycięzca pucharu 34 federacji (Finlandia) weźmie udział w pierwszej rundzie kwalifikacyjnej Ligi Europy, a nie w drugiej rundzie kwalifikacyjnej Ligi Konferencji.
- Zwycięzcy pucharów federacji 45 (Malta) i 46 (Gruzja) wezmą udział w drugiej rundzie kwalifikacyjnej, a nie w pierwszej.

Ponieważ Drogheda United została wykluczona z rozgrywek wprowadzono następujące zmiany:
- Zwycięzca pucharu federacji 47 (Albania) weźmie udział w drugiej rundzie kwalifikacyjnej, a nie w pierwszej.
- Drugi zespół ligi irlandzkiej weźmie udział w drugiej rundzie kwalifikacyjnej, a nie w pierwszej.

## Uczestnicy
Wykaz rundy dla zespołów z danego miejsca w danej lidze.
Oznaczenia:
- L2-L7 – drużyny, który zajęły odpowiednie miejsca w ligach krajowych,
- PK – zdobywca pucharu krajowego,
- PL – zdobywca pucharu ligi,
- P-O – drużyny, które awansowały z play-offów w swoich ligach,
- LE4 – drużyny, które przegrały swoje mecze w rundzie play-off Ligi Europy,
- LE3M – drużyny, które przegrały swoje mecze w III rundzie kwalifikacji Ligi Europy dla mistrzów,
- LE3L – drużyny, które przegrały swoje mecze w III rundzie kwalifikacji Ligi Europy dla niemistrzów,
- LE2 – drużyny, które przegrały swoje mecze w II rundzie kwalifikacji Ligi Europy,
- LE1 – drużyny, które przegrały swoje mecze w I rundzie kwalifikacji Ligi Europy,
- LM1 – drużyny, które przegrały swoje mecze w I rundzie kwalifikacji Ligi Mistrzów,

| Faza ligowa                | Faza ligowa                      | Faza ligowa                | Faza ligowa                  |
| -------------------------- | -------------------------------- | -------------------------- | ---------------------------- |
| (LE4)                      | (LE4)                            | (LE4)                      | (LE4)                        |
| (LE4)                      | (LE4)                            | (LE4)                      | (LE4)                        |
| (LE4)                      | (LE4)                            | (LE4)                      | (LE4)                        |
| Runda play-off             |                                  |                            |                              |
| dla mistrzów               | dla mistrzów                     | dla niemistrzów            | dla niemistrzów              |
| Noah Erywań (LE3M)         | Shelbourne F.C. (LE3M)           | Legia Warszawa (LE3L)      | Fredrikstad FK (LE3L)        |
| FK RFS (LE3M)              | Ħamrun Spartans (LE3M)           | CFR Cluj (LE3L)            | Crystal Palace (PK/L12)      |
| Breiðablik (LE3M)          | Drita Gnjilane (LE3M)            | Wolfsberger AC (LE3L)      | ACF Fiorentina (L6)          |
|                            |                                  | Servette FC (LE3L)         | Rayo Vallecano (L8)          |
| BK Häcken (LE3L)           | 1. FSV Mainz 05 (L6)             |                            |                              |
| Szachtar Donieck (LE3L)    | RC Strasbourg (L7)               |                            |                              |
| III runda kwalifikacyjna   |                                  |                            |                              |
| dla mistrzów               | dla mistrzów                     | dla niemistrzów            | dla niemistrzów              |
| Víkingur Gøta (LM1)        | AC Virtus (LM1)                  | FC Lugano (LE2)            | RSC Anderlecht (LE2)         |
|                            |                                  | NK Celje (LE2)             | Sheriff Tyraspol (LE2)       |
| Lewski Sofia (LE2)         | Hibernian (LE2)                  |                            |                              |
| Baník Ostrawa (LE2)        | Beşiktaş JK (LE2)                |                            |                              |
| II runda kwalifikacyjna    |                                  |                            |                              |
| dla mistrzów               |                                  |                            |                              |
| Žalgiris Wilno (LM1)       | Milsami Orgiejów (LM1)           | The New Saints F.C. (LM1)  | Olimpija Lublana (LM1)       |
| Iberia 1999 (LM1)          | Levadia Tallinn (LM1)            | FC Differdange 03 (LM1)    | Egnatia Rrogozhinë (LM1)     |
| Linfield F.C. (LM1)        | Inter Club d’Escaldes(LM1)       | Budućnost Podgorica (LM1)  | Dynama Mińsk (LM1)           |
| dla niemistrzów            |                                  |                            |                              |
| AZ Alkmaar (P-O)           | Beitar Jerozolima (L4)           | Universitatea Kluż (L4)    | FC Vaduz (PK)                |
| CD Santa Clara (L5)        | FK Ołeksandrija (L2)             | Czerno More Warna (L3)     | KA Akureyri (PK)             |
| Charleroi (P-O)            | Polissia Żytomierz (L4)          | Arda (P-O)                 | Dungannon Swifts F.C. (PK)   |
| İstanbul Başakşehir (L5)   | FK Novi Pazar (L3)               | Zirə Baku (L2)             | UNA Strassen (L2)            |
| Sparta Praga (L4)          | FK Radnički 1923 Kragujevac (L5) | Araz (L3)                  | Banga Gorżdy (PK)            |
| Dundee United (L4)         | Hajduk Split (L3)                | MŠK Žilina (L2)            | Hibernians (PK)              |
| FC Lausanne-Sport (L5)     | NK Varaždin (L4)                 | FC Koszyce (L5)            | FC Spaeri (PK)               |
| Austria Wiedeń (L3)        | Raków Częstochowa (L2)           | NK Maribor (L2)            | Dinamo City (PK)             |
| Rapid Wiedeń (P-O)         | Jagiellonia Białystok (L3)       | Zimbru Kiszyniów (L3)      | Tampereen Ilves (LE1)        |
| Viking FK (L3)             | Aris Limassol (L2)               | Ballkani (L2)              | FC Prishtina (LE1)           |
| Rosenborg BK (L4)          | Omonia Nikozja (L4)              | FK Astana (L2)             | Spartak Trnawa (LE1)         |
| AEK Ateny (L4)             | Puskás Akadémia FC (L2)          | Shamrock Rovers (L2)       | Sabah Baku (LE1)             |
| Aris FC (L5)               | Győri ETO FC (L4)                | Ararat-Armenia Erywań (L2) | Aktöbe FK (LE1)              |
| Brøndby IF (L3)            | Hammarby IF (L2)                 | Riga FC (L2)               | Hapoel Beer Szewa (LE1)      |
| Silkeborg IF (P-O)         | AIK Fotboll (L3)                 | HB Tórshavn (PK)           | Partizan Belgrad (LE1)       |
| Maccabi Hajfa (L3)         | Universitatea Craiova (L3)       | FK Sarajevo (PK)           | Paksi FC (LE1)               |
| I runda kwalifikacyjna     |                                  |                            |                              |
| FC Koper (L3)              | NSÍ Runavík (L4)                 | Floriana FC (L3)           | Siłeks Kratowo (L2)          |
| Petrocub Hîncești (L4)     | Borac Banja Luka (L2)            | Torpedo Kutaisi (L2)       | FK Rabotniczki Skopje (L3)   |
| FC Malisheva (L3)          | FK Željezničar (L4)              | Dila Gori (L3)             | Atlètic Club d’Escaldes (L2) |
| Ordabasy Szymkent (L4)     | Víkingur Reykjavík (L2)          | KF Vllaznia (L2)           | FC Santa Coloma (L3)         |
| HJK Helsinki (L3)          | Valur (L3)                       | Partizani Tirana (L3)      | Pen-y-Bont (L2)              |
| Seinäjoen JK (P-O)         | Larne F.C. (L2)                  | Nõmme Kalju (PK)           | Haverfordwest County (P-O)   |
| St Patrick’s Athletic (L3) | Cliftonville F.C. (P-O)          | Paide Linnameeskond (L3)   | FK Dečić (PK)                |
| Urartu Erywań (L3)         | F91 Dudelange (L3)               | Flora Tallinn (L4)         | Sutjeska Nikšić (L3)         |
| Piunik Erywań (L4)         | Racing FC (L4)                   | Nioman Grodno (PK)         | Bruno’s Magpies (PK)         |
| FK Auda (L3)               | FC Hegelmann (L2)                | Tarpieda Żodzino (L3)      | St Joseph’s (L2)             |
| BFC Daugavpils (L5)        | Žalgiris Kowno (L3)              | Dynama Brześć (L4)         | SP La Fiorita (P-O)          |
| KÍ Klaksvík (L2)           | Birkirkara FC (L2)               | Wardar Skopje (PK)         | SP Tre Fiori (P-O)           |

## Terminarz
Poniżej przedstawiono terminarz rozgrywek.
Mecze rozgrywane są w czwartki; wyjątkiem jest mecz finałowy, który odbywa się w środę.
| Faza           | Runda                       | Data losowania   | Pierwszy mecz                                     | Rewanż                                            |
| -------------- | --------------------------- | ---------------- | ------------------------------------------------- | ------------------------------------------------- |
| Kwalifikacje   | Pierwsza runda eliminacyjna | 17 czerwca 2025  | 10 lipca 2025                                     | 17 lipca 2025                                     |
| Kwalifikacje   | Druga runda eliminacyjna    | 18 czerwca 2025  | 24 lipca 2025                                     | 31 lipca 2025                                     |
| Kwalifikacje   | Trzecia runda eliminacyjna  | 21 lipca 2025    | 7 sierpnia 2025                                   | 14 sierpnia 2025                                  |
| Play-off       | Runda Play-off              | 4 sierpnia 2025  | 21 sierpnia 2025                                  | 28 sierpnia 2025                                  |
| Faza ligowa    | Kolejka 1                   | 29 sierpnia 2025 | 2 października 2025                               | 2 października 2025                               |
| Faza ligowa    | Kolejka 2                   | 29 sierpnia 2025 | 23 października 2025                              | 23 października 2025                              |
| Faza ligowa    | Kolejka 3                   | 29 sierpnia 2025 | 6 listopada 2025                                  | 6 listopada 2025                                  |
| Faza ligowa    | Kolejka 4                   | 29 sierpnia 2025 | 27 listopada 2025                                 | 27 listopada 2025                                 |
| Faza ligowa    | Kolejka 5                   | 29 sierpnia 2025 | 11 grudnia 2025                                   | 11 grudnia 2025                                   |
| Faza ligowa    | Kolejka 6                   | 29 sierpnia 2025 | 18 grudnia 2025                                   | 18 grudnia 2025                                   |
| Faza pucharowa | Runda play-off              | 16 stycznia 2026 | 19 lutego 2026                                    | 26 lutego 2026                                    |
| Faza pucharowa | 1/8 finału                  | 27 lutego 2026   | 12 marca 2026                                     | 19 marca 2026                                     |
| Faza pucharowa | Ćwierćfinały                | 27 lutego 2026   | 9 kwietnia 2026                                   | 16 kwietnia 2026                                  |
| Faza pucharowa | Półfinały                   | 27 lutego 2026   | 30 kwietnia 2026                                  | 7 maja 2026                                       |
| Faza pucharowa | Finał                       | 27 lutego 2026   | 27 maja 2026 na stadionie Red Bull Arena w Lipsku | 27 maja 2026 na stadionie Red Bull Arena w Lipsku |

## Faza kwalifikacyjna

### I runda kwalifikacyjna
Do startu w I rundzie kwalifikacyjnej uprawnionych było 48 drużyn, z czego 24 były rozstawione. Rozstawienie drużyn zostało dokonane na podstawie ich współczynników klubowych UEFA na rok 2025. Drużyna wylosowana jako pierwsza w każdej parze była gospodarzem pierwszego meczu.
| Drużyna 1               | Wynik dwumeczu | Drużyna 2            | Pierwszy mecz | Drugi mecz  |
| ----------------------- | -------------- | -------------------- | ------------- | ----------- |
| NSÍ Runavík             | 4:5            | HJK Helsinki         | 4:0           | 0:5 (dogr.) |
| Torpedo Kutaisi         | 5:4            | Ordabasy Szymkent    | 4:3           | 1:1         |
| FK Željezničar          | 2:4            | FC Koper             | 1:1           | 1:3         |
| Seinäjoen JK            | 1:4            | KÍ Klaksvík          | 1:2           | 0:2         |
| Nõmme Kalju             | 2:1            | Partizani Tirana     | 1:1           | 1:0 (dogr.) |
| SP Tre Fiori            | 1:5            | Piunik Erywań        | 1:0           | 0:5         |
| St Patrick's Athletic   | 3:0            | FC Hegelmann         | 1:0           | 2:0         |
| Dečić                   | 3:2            | Siłeks Kratowo       | 2:0           | 1:2         |
| Sutjeska Nikšić         | 3:2            | Dynama Brześć        | 1:2           | 2:0         |
| Larne F.C.              | 2:2 (4:2 k.)   | FK Auda              | 0:0           | 2:2 (dogr.) |
| Floriana FC             | 5:3            | Haverfordwest County | 2:1           | 3:2         |
| Tarpieda-BiełAZ Żodzino | 4:0            | Rabotniczki Skopje   | 3:0           | 1:0         |
| Bruno’s Magpies         | 3:7            | Paide Linnameeskond  | 2:3           | 1:4         |
| Birkirkara FC           | 1:3            | Petrocub Hîncești    | 1:0           | 0:3         |
| Atlètic Club d’Escaldes | 5:2            | F91 Dudelange        | 2:0           | 3:2         |
| Valur                   | 5:1            | Flora Tallinn        | 3:0           | 2:1         |
| Malisheva               | 0:9            | Víkingur Reykjavík   | 0:1           | 0:8         |
| Racing Union            | 1:3            | Dila Gori            | 1:2           | 0:1         |
| KF Vllaznia             | 4:3            | BFC Daugavpils       | 0:1           | 4:2         |
| Urartu Erywań           | 1:6            | Nioman Grodno        | 1:2           | 0:4         |
| Wardar Skopje           | 5:2            | SP La Fiorita        | 3:0           | 2:2         |
| Žalgiris Kowno          | 4:1            | Pen-y-Bont           | 3:0           | 1:1         |
| St Joseph’s             | 5:4            | Cliftonville F.C.    | 2:2           | 3:2 (dogr.) |
| Borac Banja Luka        | 3:4            | FC Santa Coloma      | 1:4           | 2:0         |

### II runda kwalifikacyjna
Od tej rundy turniej kwalifikacyjny został podzielony na 2 części – ścieżkę mistrzowską i ścieżkę ligową:
- do startu w II rundzie kwalifikacyjnej w ścieżce mistrzowskiej uprawnionych jest 12 drużyn (wszystkie z I rundy kwalifikacji Ligi Mistrzów), z czego 6 było rozstawionych, dwie drużyny otrzymały wolny los w tej rundzie;
- do startu w II rundzie kwalifikacyjnej w ścieżce ligowej uprawnionych jest 88 drużyn (w tym 24 z poprzedniej rundy i 8 przegranych z I rundy kwalifikacji Ligi Europy), z czego 44 było rozstawionych.

Rozstawienie drużyn zostało dokonane na podstawie ich współczynników klubowych UEFA na rok 2025.
Drużyna wylosowana jako pierwsza w każdej parze była gospodarzem pierwszego meczu.
| Drużyna 1               | Wynik dwumeczu | Drużyna 2                | Pierwszy mecz | Drugi mecz  |
| ----------------------- | -------------- | ------------------------ | ------------- | ----------- |
| Ścieżka mistrzowska     |                |                          |               |             |
| Levadia Tallinn         | 3:2            | Iberia 1999              | 1:0           | 2:2 (dogr.) |
| Žalgiris Wilno          | 0:2            | Linfield F.C.            | 0:0           | 0:2         |
| The New Saints F.C.     | 0:2            | FC Differdange 03        | 0:1           | 0:1         |
| Olimpija Lublana        | 5:3            | Inter Club d’Escaldes    | 4:2           | 1:1         |
| Budućnost Podgorica     | 1:2            | Milsami Orgiejów         | 0:0           | 1:2         |
| Dynama Mińsk            | 0:3            | Egnatia Rrogozhinë       | 0:2           | 0:1         |
| Ścieżka ligowa          |                |                          |               |             |
| Dundee United           | 2:0            | UNA Strassen             | 1:0           | 1:0         |
| Larne F.C.              | 1:1 (5:4 k.)   | Prishtina                | 0:0           | 1:1 (dogr.) |
| FC Koszyce              | 3:4            | Nioman Grodno            | 2:3           | 1:1         |
| FC Vaduz                | 3:1            | Dungannon Swifts F.C.    | 0:1           | 3:0 (dogr.) |
| Silkeborg IF            | 4:3            | KA Akureyri              | 1:1           | 3:2 (dogr.) |
| Rosenborg BK            | 7:0            | Banga Gorżdy             | 5:0           | 2:0         |
| Atlètic Club d’Escaldes | 2:3            | Dinamo City              | 1:2           | 1:1         |
| Austria Wiedeń          | 7:0            | FC Spaeri                | 2:0           | 5:0         |
| Ballkani                | 5:3            | Floriana FC              | 4:2           | 1:1         |
| Viking FK               | 12:3           | FC Koper                 | 7:0           | 5:3         |
| AEK Ateny               | 1:0            | Hapoel Beer Szewa        | 1:0           | 0:0         |
| Piunik Erywań           | 3:4            | Győri ETO FC             | 2:1           | 1:3         |
| Riga FC                 | 5:4            | Dila Gori                | 2:1           | 3:3         |
| Raków Częstochowa       | 6:1            | MŠK Žilina               | 3:0           | 3:1         |
| Petrocub Hîncești       | 1:6            | Sabah Baku               | 0:2           | 1:4         |
| Ararat-Armenia          | 2:1            | Universitatea Kluż       | 0:0           | 2:1 (dogr.) |
| NK Varaždin             | 2:3            | CD Santa Clara           | 2:1           | 0:2         |
| Žalgiris Kowno          | 3:2            | Valur                    | 1:1           | 2:1         |
| Paksi FC                | 2:1            | NK Maribor               | 1:0           | 1:1         |
| KF Vllaznia             | 4:5            | Víkingur Reykjavík       | 2:1           | 2:4 (dogr.) |
| Hammarby IF             | 2:1            | Charleroi                | 0:0           | 2:1 (dogr.) |
| FK Radnički 1923        | 0:1            | KÍ Klaksvík              | 0:0           | 0:1         |
| FK Novi Pazar           | 2:5            | Jagiellonia Białystok    | 1:2           | 1:3         |
| Polissia Żytomierz      | 5:3            | FC Santa Coloma          | 1:2           | 4:1         |
| Wardar Skopje           | 2:6            | FC Lausanne-Sport        | 2:1           | 0:5         |
| HB Tórshavn             | 1:2            | Brøndby IF               | 1:1           | 0:1         |
| FK Ołeksandrija         | 0:6            | Partizan Belgrad         | 0:2           | 0:4         |
| Hibernians              | 2:7            | Spartak Trnawa           | 1:2           | 1:5         |
| St. Patrick's Athletic  | 3:2            | Nõmme Kalju              | 1:0           | 2:2 (dogr.) |
| Paide Linnameeskond     | 0:8            | AIK Fotboll              | 0:2           | 0:6         |
| FK Sarajevo             | 2:5            | CS Universitatea Craiova | 2:1           | 0:4         |
| Aris Limassol           | 5:2            | Puskás Akadémia FC       | 3:2           | 2:0         |
| St Joseph’s             | 0:4            | Shamrock Rovers          | 0:4           | 0:0         |
| Tampereen Ilves         | 4:8            | AZ Alkmaar               | 4:3           | 0:5         |
| Zirə Baku               | 2:3            | Hajduk Split             | 1:1           | 1:2 (dogr.) |
| Arda Kyrdżali           | 2:2 (4:3 k.)   | HJK Helsinki             | 0:0           | 2:2 (dogr.) |
| Aktöbe FK               | 2:5            | Sparta Praga             | 2:1           | 0:4         |
| FK Astana               | 3:1            | Zimbru Kiszyniów         | 1:1           | 2:0         |
| Dečić                   | 2:6            | Rapid Wiedeń             | 0:2           | 2:4         |
| Tarpieda-BiełAZ Żodzino | 1:4            | Maccabi Hajfa            | 1:1           | 0:3         |
| Araz Nachiczewan        | 4:3            | Aris FC                  | 2:1           | 2:2         |
| Omonia Nikozja          | 5:0            | Torpedo Kutaisi          | 1:0           | 4:0         |
| Czerno More Warna       | 0:5            | İstanbul Başakşehir      | 0:1           | 0:4         |
| Sutjeska Nikšić         | 3:7            | Beitar Jerozolima        | 1:2           | 2:5         |

### III runda kwalifikacyjna
W tej części turnieju kwalifikacyjnego utrzymany został podział na 2 ścieżki – mistrzowską i ligową:
- do startu w III rundzie kwalifikacyjnej w ścieżce mistrzowskiej uprawnionych jest 8 drużyn (6 z poprzedniej rundy i 2 przegranych z I rundy kwalifikacji Ligi Mistrzów), z czego 4 były rozstawione;
- do startu w III rundzie kwalifikacyjnej w ścieżce ligowej uprawnione są 52 drużyny (w tym 44 z poprzedniej rundy i 8 przegranych z II rundy kwalifikacji Ligi Europy), z czego 26 było rozstawionych.

| Drużyna 1                | Wynik dwumeczu | Drużyna 2             | Pierwszy mecz | Drugi mecz  |
| ------------------------ | -------------- | --------------------- | ------------- | ----------- |
| Ścieżka mistrzowska      |                |                       |               |             |
| Olimpija Lublana         | 4:2            | Egnatia Rrogozhinë    | 0:0           | 4:2 (dogr.) |
| Milsami Orgiejów         | 3:5            | AC Virtus             | 3:2           | 0:3         |
| FC Differdange 03        | 5:4            | Levadia Tallinn       | 2:3           | 3:1 (dogr.) |
| Víkingur Gøta            | 2:3            | Linfield F.C.         | 2:1           | 0:2         |
| Ścieżka ligowa           |                |                       |               |             |
| Rapid Wiedeń             | 4:4 (5:4 k.)   | Dundee United         | 2:2           | 2:2 (dogr.) |
| Sparta Praga             | 6:2            | Ararat-Armenia        | 4:1           | 2:1         |
| AZ Alkmaar               | 4:0            | FC Vaduz              | 3:0           | 1:0         |
| FC Lugano                | 4:7            | NK Celje              | 0:5           | 4:2         |
| KÍ Klaksvík              | 2:2 (4:5 k.)   | Nioman Grodno         | 2:0           | 0:2 (dogr.) |
| Riga FC                  | 4:3            | Beitar Jerozolima     | 3:0           | 1:3         |
| Víkingur Reykjavík       | 3:4            | Brøndby IF            | 3:0           | 0:4         |
| Hajduk Split             | 3:4            | Dinamo City           | 2:1           | 1:3 (dogr.) |
| RSC Anderlecht           | 4:1            | Sheriff Tyraspol      | 3:0           | 1:1         |
| FC Lausanne-Sport        | 5:1            | FK Astana             | 3:1           | 2:0         |
| Larne F.C.               | 0:3            | CD Santa Clara        | 0:3           | 0:0         |
| Aris Limassol            | 3:5            | AEK Ateny             | 2:2           | 1:3 (dogr.) |
| Viking FK                | 2:4            | İstanbul Başakşehir   | 1:3           | 1:1         |
| Araz Nachiczewan         | 0:9            | Omonia Nikozja        | 0:4           | 0:5         |
| Ballkani                 | 1:4            | Shamrock Rovers       | 1:0           | 0:4         |
| Raków Częstochowa        | 2:1            | Maccabi Hajfa         | 0:1           | 2:0         |
| AIK Fotboll              | 2:3            | Győri ETO FC          | 2:1           | 0:2         |
| CS Universitatea Craiova | 6:4            | Spartak Trnawa        | 3:0           | 3:4 (dogr.) |
| Polissia Żytomierz       | 4:2            | Paksi FC              | 3:0           | 1:2         |
| Lewski Sofia             | 3:0            | Sabah Baku            | 1:0           | 2:0         |
| Silkeborg IF             | 2:3            | Jagiellonia Białystok | 0:1           | 2:2         |
| Partizan Belgrad         | 3:4            | Hibernian             | 0:2           | 3:2 (dogr.) |
| Baník Ostrawa            | 5:4            | Austria Wiedeń        | 4:3           | 1:1         |
| Rosenborg BK             | 1:0            | Hammarby IF           | 0:0           | 1:0         |
| St. Patrick's Athletic   | 3:7            | Beşiktaş JK           | 1:4           | 2:3         |
| Žalgiris Kowno           | 0:3            | Arda Kyrdżali         | 0:1           | 0:2         |

### Runda play-off
W tej rundzie kwalifikacji utrzymany został podział na 2 ścieżki – mistrzowską i ligową:
- do startu w rundzie play-off w ścieżce mistrzowskiej uprawnionych jest 10 drużyn (4 z poprzedniej rundy oraz 6 przegranych z III rundy kwalifikacji Ligi Europy w ścieżce mistrzowskiej), z czego 5 było rozstawionych;

- do startu w rundzie play-off w ścieżce ligowej uprawnionych jest 38 drużyn (w tym 26 z poprzedniej rundy oraz 7 przegranych z III rundy kwalifikacji Ligi Europy w ścieżce ligowej), z czego 19 było rozstawionych.

| Drużyna 1             | Wynik dwumeczu | Drużyna 2                | Pierwszy mecz | Drugi mecz |
| --------------------- | -------------- | ------------------------ | ------------- | ---------- |
| Ścieżka mistrzowska   |                |                          |               |            |
| Ħamrun Spartans       | 1              | FK RFS                   | 21 sie        | 28 sie     |
| Shelbourne FC         | 2              | Linfield F.C.            | 21 sie        | 28 sie     |
| Breiðablik            | 3              | AC Virtus                | 21 sie        | 28 sie     |
| Drita Gnjilane        | 4              | FC Differdange 03        | 21 sie        | 28 sie     |
| Olimpija Lublana      | 5              | Noah Erywań              | 21 sie        | 28 sie     |
| Ścieżka ligowa        |                |                          |               |            |
| RC Strasbourg         | 1              | Brøndby IF               | 21 sie        | 28 sie     |
| Jagiellonia Białystok | 2              | Dinamo City              | 21 sie        | 28 sie     |
| Szachtar Donieck      | 3              | Servette FC              | 21 sie        | 28 sie     |
| RSC Anderlecht        | 4              | AEK Ateny                | 21 sie        | 28 sie     |
| İstanbul Başakşehir   | 5              | CS Universitatea Craiova | 21 sie        | 28 sie     |
| Crystal Palace        | 6              | Fredrikstad FK           | 21 sie        | 28 sie     |
| NK Celje              | 7              | Baník Ostrawa            | 21 sie        | 28 sie     |
| Raków Częstochowa     | 8              | Arda Kyrdżali            | 21 sie        | 28 sie     |
| Hibernian             | 9              | Legia Warszawa           | 21 sie        | 28 sie     |
| Lewski Sofia          | 10             | AZ Alkmaar               | 21 sie        | 28 sie     |
| Polissia Żytomierz    | 11             | Fiorentina               | 21 sie        | 28 sie     |
| Győri ETO FC          | 12             | Rapid Wiedeń             | 21 sie        | 28 sie     |
| Nioman Grodno         | 13             | Rayo Vallecano           | 21 sie        | 28 sie     |
| FC Lausanne-Sport     | 14             | Beşiktaş JK              | 21 sie        | 28 sie     |
| CD Santa Clara        | 15             | Shamrock Rovers          | 21 sie        | 28 sie     |
| Rosenborg BK          | 16             | 1. FSV Mainz 05          | 21 sie        | 28 sie     |
| Sparta Praga          | 17             | Riga FC                  | 21 sie        | 28 sie     |
| BK Häcken             | 18             | CFR Cluj                 | 21 sie        | 28 sie     |
| Wolfsberger AC        | 19             | Omonia Nikozja           | 21 sie        | 28 sie     |